# 伊藤すみれ
伊藤 すみれ（いとう すみれ、1979年4月3日 - ）は、日本のタレント、ファッションモデル。
東京都出身。立教女学院短期大学卒業。1998年にワンダフルガールズ（ワンギャル）の2期生となり、同年10月からTBSの『ワンダフル』に出演していた。活動当時はイーグル・ベイに所属していた。

## 出演

### テレビ番組
- ワンダフル（1998年 - 1999年、TBS） - ワンギャル2期生
- スキヤキ!!ロンドンブーツ大作戦（1999年、日本テレビ） - ヤミスキのコーナー出演者
- わいわい相模原（2001年、J-COM）
- 最強漬（2002年、テレビ神奈川） - MC

### ラジオ番組
- 高嶋ひでたけのお早よう!中年探偵団（2002年、ニッポン放送） - インタビュアー

### CM
- ジャスコ（2001年）
- コンパック（2001年）

## 掲載誌
- ar （2000年、主婦と生活社）
- MISS （2000年、世界文化社）
- bea's up （2000年、ネコ・パブリッシング）